# Ouguiya
Der Ouguiya oder Ouguija (arabisch أوقية, DMG Ūqīya, zu lateinisch uncia, ‚Einheit‘, ‚ein Zwölftel‘, ‚Unze‘, und verwandt mit griechisch ούγκία) ist die Währung von Mauretanien. Ein Ouguiya ist in 5 Khoums (arabisch خمس Chumus, DMG Ḫumus ‚Fünftel‘; Abkürzung: KH) unterteilt. Damit gehört die mauretanische Währung wie der Ariary Madagaskars zu den beiden Währungen, die vom Dezimalsystem abweichen. 

## Geschichte
Der Ouguiya ist seit 1973 offizielles Zahlungsmittel in Mauretanien, zuvor war Mauretanien Mitglied in der West-Afrikanischen Währungsunion und es galt der CFA-Franc. Bei der Währungsumstellung wurden 5 CFA-Francs gegen einen Ouguiya getauscht.

## Ouguiya bis Ende 2017
Die 1-Ouguiya-Münze war wegen ihres geringen Wertes verschwunden, die Münze zu 5 Ouguiya war selten. Häufig in Gebrauch waren die Münzen zu 10, 20 und 50 Ouguiya. Die in Umlauf befindlichen Banknoten hatten Werte von 100, 200, 500, 1000 und 2000 Ouguiya. 2010 wurde ein neuer 5000-Ouguiya-Schein eingeführt.

## Währungsreform
Am 5. Dezember 2017 kündigte die Banque Centrale de Mauritanie eine Neudenominierung (Reduktion um 10 Einheiten) des Ouguiya zum Jahreswechsel 2018 an. Gleichzeitig erfolgte die Ausgabe einer neuen Banknotenserie aus Polypropylen, sowie die Einführung neuer Münzen. Als ISO-Codes des neuen Ouguiya wurden MRU / 929 festgelegt, die Codes MRO / 478 bezeichnen den alten Ouguiya.
Im November 2021 folgte die Ausgabe einer Banknote zu 20 Ouguiya, die parallel zu den Münzen mit gleichem Nennwert verwendet wird.
| Münzen | Münzen            | Münzen              | Münzen |
| Wert   | Beschreibung      | Beschreibung        |        |
| Wert   | Vorderseite       | Rückseite           |        |
| ------ | ----------------- | ------------------- | ------ |
| 1/5    | Fisch             | Siegel Mauretaniens |        |
| 1      | Teekanne          | Siegel Mauretaniens |        |
| 5      | Ardin und Trommel | Siegel Mauretaniens |        |
| 10     | Rind              | Siegel Mauretaniens |        |
| 20     | Dromedare         | Siegel Mauretaniens |        |

| Banknoten | Banknoten | Banknoten                                    | Banknoten                                                |
| Wert      | Farbe     | Beschreibung                                 | Beschreibung                                             |
| Wert      | Farbe     | Vorderseite                                  | Rückseite                                                |
| --------- | --------- | -------------------------------------------- | -------------------------------------------------------- |
| 20        | rot       | Minarett der Moschee in Kaédi                | Guelb er Richat                                          |
| 50        | violett   | Minarett der Ibn Abbas-Moschee in Nouakchott | Musikinstrumente (Tidinit und Ardin), Teekanne           |
| 100       | grün      | Minarett der Moschee in Oualata              | Rinder, Getreide                                         |
| 200       | gelb      | Minarett der Moschee in Ouadane              | Dromedare, Ziegen, Palmwedel                             |
| 500       | blau      | Minarett der Moschee in Tichitt              | Fischerboote, Fische                                     |
| 1000      | braun     | Minarett der Moschee in Chinguetti           | Bahnstrecke Nouadhibou–M’Haoudat, Strommasten, Binärcode |

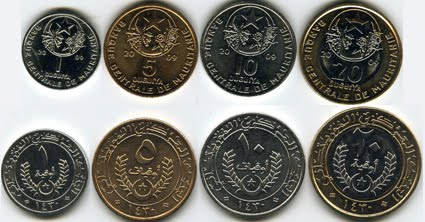
Mauretanische Münzen 2009
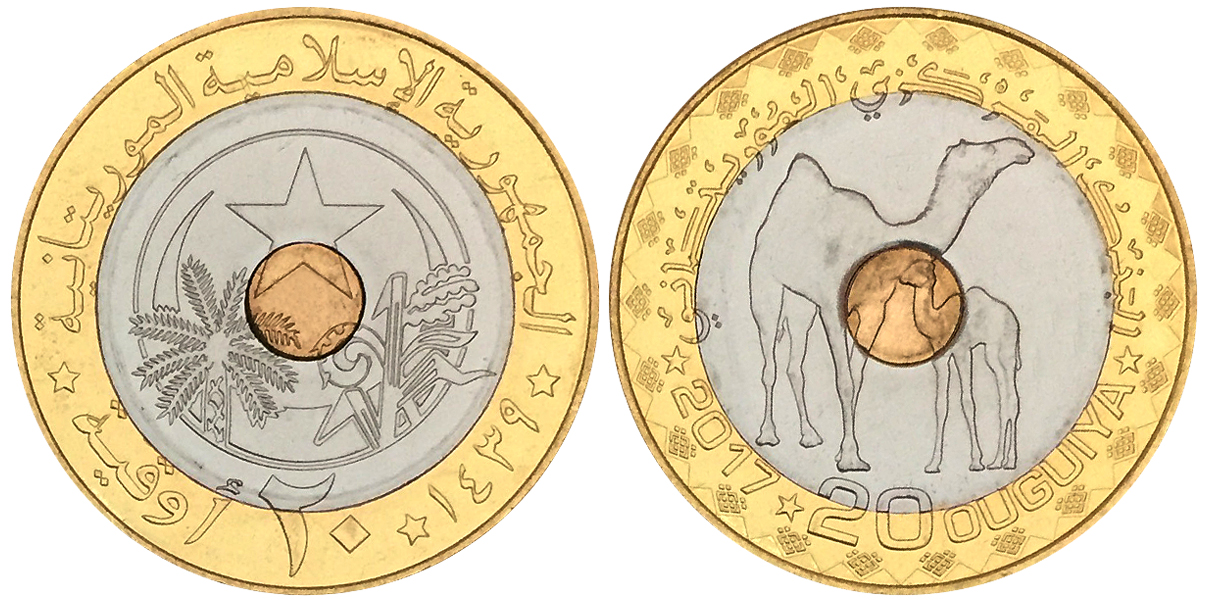
Münze von 2018